# Hotteln

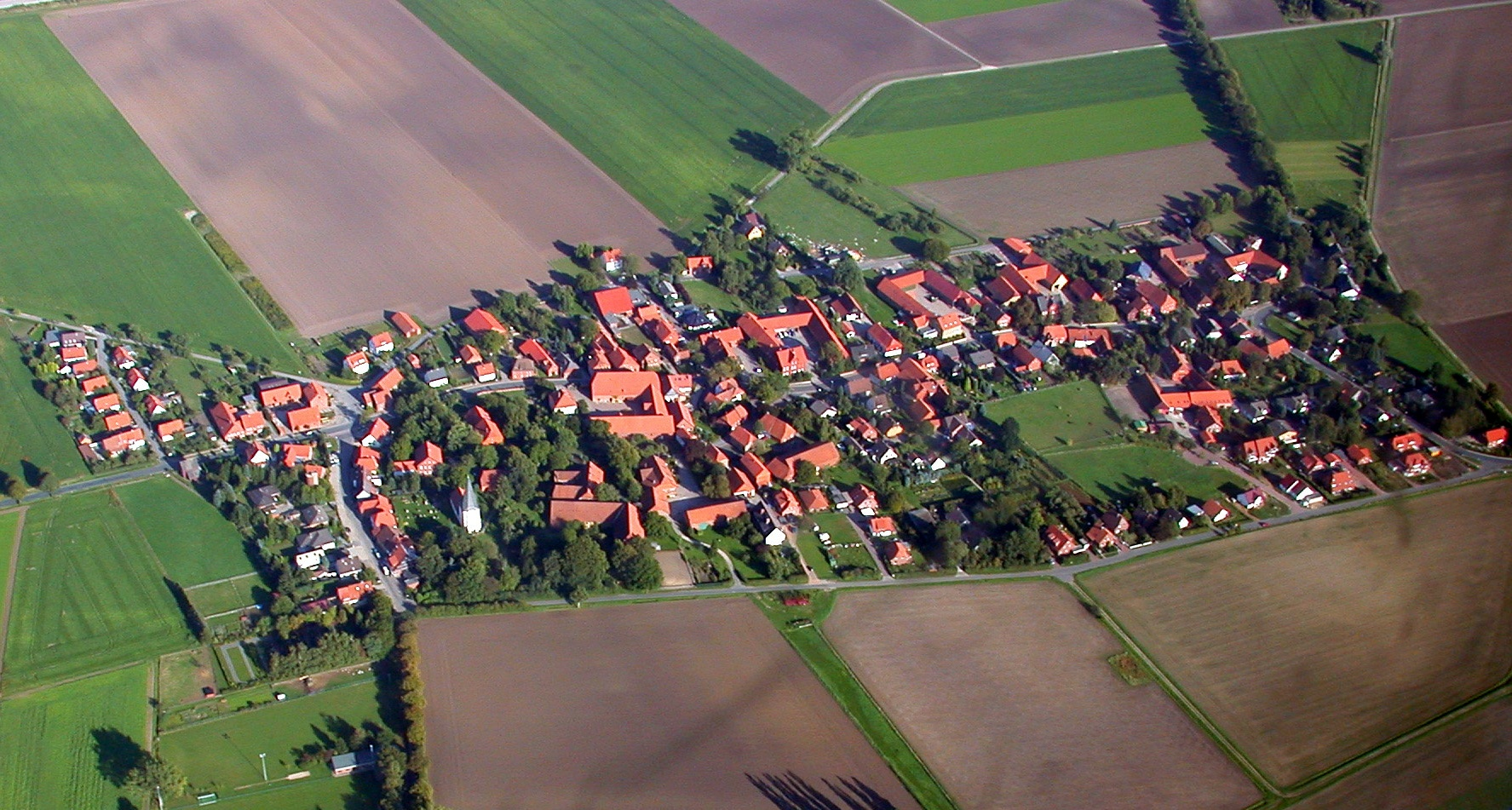
Hotteln aus der Luft gesehen

Hotteln ist ein Dorf und Ortsteil in der Stadt Sarstedt in Niedersachsen. Der Stadtteil ist nordöstlich von Sarstedt über den Nachbarort Gödringen und die L 410 an das Stadtzentrum angebunden.

## Geschichte
Hotteln ist einer der ältesten Orte in Niedersachsen. Er wurde 835 erstmals als Hottenhem in den Überlieferungen des Klosters Corvey erwähnt. Ein Gedenkstein auf dem Thieberg, dem zentralen Ort im Dorf, erinnert daran.
Der Thieberg war ein großer Wasserspeicher, deshalb galt Hotteln in der ganzen Gegend immer als ein wasserreiches Dorf. Bereits um 1850 wurde im Unterdorf eine Wasserleitung gebaut, die aus dem Brunnen am Thieberg gespeist wurde. Im Oberdorf gab es eine Pumpengemeinschaft. Im Jahre 1930 brach im Unterdorf eine Typhusepidemie aus, deren Ursache in dem verseuchten Wasser der Wasserleitung zu suchen war. Es gab eine große Zahl Erkrankungen und Todesfälle. Der Brunnen wurde daraufhin geschlossen und ostwärts vom Dorf wurde im Rethling ein neuer Brunnen gebaut. Somit konnte auch das Oberdorf an die Wasserversorgung angeschlossen werden. Ein wirtschaftlicher Aufschwung setzte im Dorf nach dem Deutsch-Französischen Krieg und dem Entstehen der Deutschen Nation ein. Die Bauern begannen mit dem Anbau von Zuckerrüben, denn der Boden war hierfür gut geeignet. Landwirtschaft war in Hotteln einst dominierend. Heute (2014) gibt es nur noch wenige Betriebe und ein Rückgang der Landwirtschaft zeichnet sich auch hier ab.
Hotteln wurde durch die Gebietsreform am 1. März 1974 zusammen mit Heisede, Giften, Gödringen, Ruthe und Schliekum in die Stadt Sarstedt eingemeindet.

## Infrastruktur
Einige Dinge des täglichen Bedarfs sind nicht in Hotteln vorhanden z. B. Bankfilialen, ein Nahversorger, eine Bäckerei oder ein Drogeriemarkt. Auch für den Schulbesuch müssen Schüler in den Zentralort nach Sarstedt pendeln.

## Verkehr
Hotteln ist über eine Buslinie an den Bahnhof Sarstedt angebunden. Außerhalb der Kernzeiten verkehrt ein Anruf-Sammel-Taxi.

## Religion
Die evangelisch-lutherische Kirchengemeinde Hotteln-Bledeln-Gödringen wurde zum 1. Januar 2012 mit den Kirchengemeinden in Algermissen, Groß Lobke, Lühnde-Ummeln-Wätzum, Ingeln-Oesselse und Wirringen-Müllingen-Wassel zur „Evangelisch-lutherischen Zwölf-Apostel-Kirchengemeinde Sarstedt-Land in Algermissen“ im Kirchenkreis Hildesheim-Sarstedt zusammengeschlossen.

## Politik
Die Kommunalwahl am 11. September 2016 ergab folgendes Wahlergebnis:
| Partei      | Stimmen | in % | Sitze |
| CDU         | 588     | 52,3 | 5     |
| SPD         | 410     | 36,4 | 3     |
| Unabhängige | 127     | 11,3 | 1     |

Wahlbeteiligung: 78,9 %
Seit dem 13. Mai 2009 ist Dirk Warneke (CDU) Ortsbürgermeister. Seit dem 25. November 2016 ist Stephanie Franke (CDU) stellvertretende Ortsbürgermeisterin.

### Wappen
Als Wappen des Dorfes dient ein güldener Kornscheffel, wie er in mittelalterlicher Zeit zum Abmessen von Getreide verwendet wurde. Dieses Symbol erschien erstmals im Wappen derer von Hottenem. Als Siegel verwendet wurde es nachweislich 1484 auf einem von Conrad Hottenem als Vertreter des Hildesheimer Bischofs gezeichneten Dokument. Warum dieses Symbol verwendet wurde, ist unklar, es kann jedoch aus heutiger Zeit als Hinweis auf die landschaftliche Prägung des Umfeldes gesehen werden.

## Kultur und Sehenswürdigkeiten

### Bauwerke

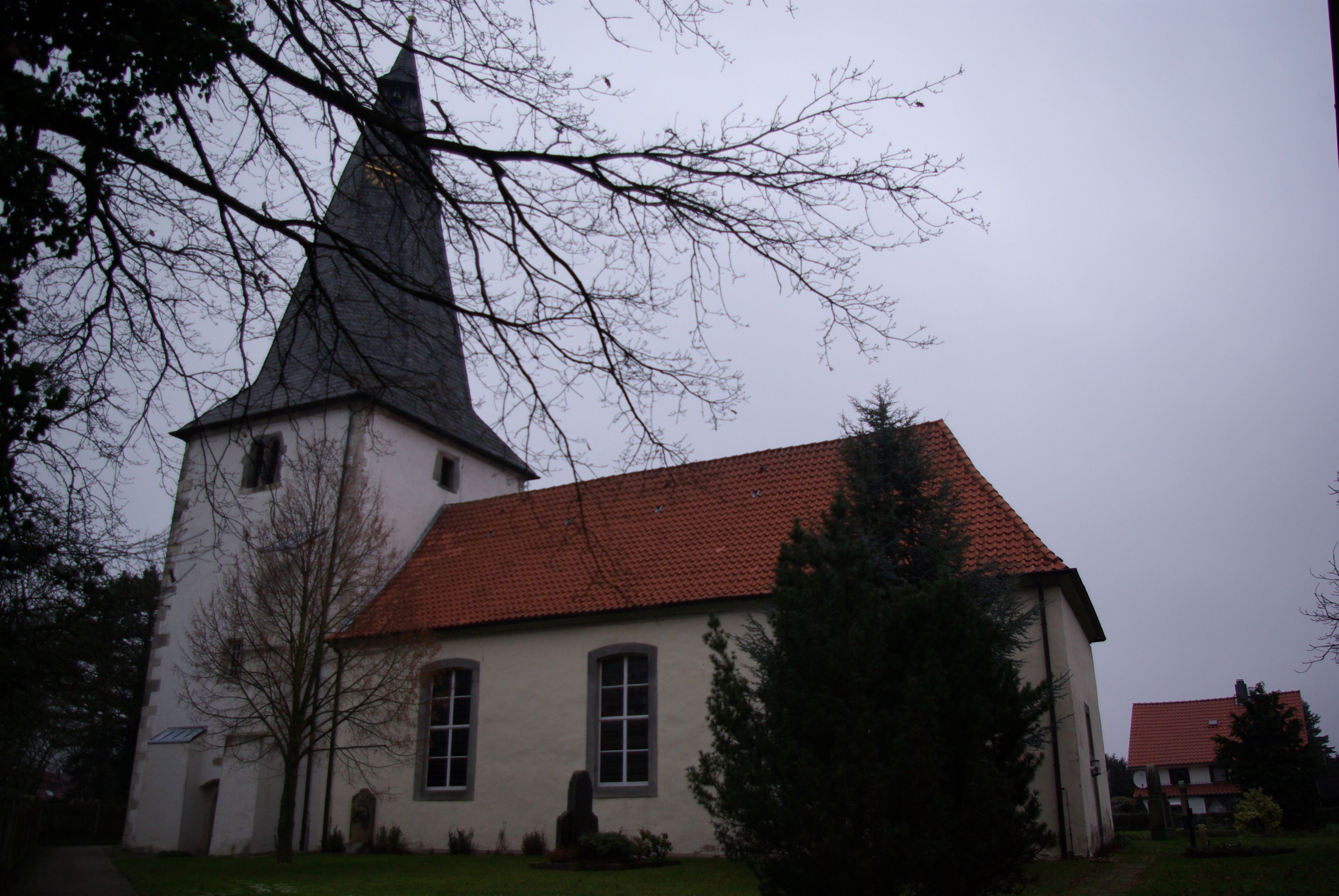
Die Kirche

- Die evangelische einschiffige Bruchsteinkirche, einst auf dem höchsten Punkt erbaut, ist das älteste erhaltene Gebäude des Dorfes. Die St.-Dionys-Kirche hat einen romanischen Wehrturm, dem 1532 ein spätgotisches Glockengeläut aufgesetzt ist. Das Kirchenschiff ist aus gotischer Zeit und der wohl etwas jüngere Chor wurde 1794 vollständig erneuert.
- Nicht nur seiner Lage nach war der Thieberg Mittelpunkt, er war auch Kommunikationszentrum des Dorfes. Ein großer in der Gemarkung entdeckter Findling, wohl ein roter Porphyr, befindet sich auf dem Thieberg, dem 1923 das Ehrenmal für die Gefallenen angegliedert wurde. Aus Anlass der 100-jährigen Wiederkehr der Völkerschlacht bei Leipzig am 18. Oktober 1913 fand hier eine Gedenkfeier statt, an der die gesamte Einwohnerschaft teilnahm. An diesem Tag wurden die drei Eichen gepflanzt, die heute dem Platz eine besondere Note geben.

Am 13. Juni 2012 wurde mit Hilfe eines Autokranes ermittelt, dass der Findling 15,8 Tonnen wiegt.
- Am Ortseingang aus Richtung Gödringen stand die mit französischer Lizenz erbaute Bockwindmühle, die seit 1865 im Besitz der Müllerfamilie Warmbold war und die Hottelner mit Mehl und Schrot versorgte. Im Jahre 1974 wurde sie abgebrochen und in Mollenfelde bei Göttingen im dortigen Brotmuseum wieder aufgebaut, das wiederum mitsamt der Mühle 2004 nach Ebergötzen umzog. Am ursprünglichen Standort der Mühle erinnert ein Gedenkstein an das ehemalige Wahrzeichen Hottelns.
- In der Kirchstraße befinden sich einige alte Ständer- und Fachwerkhäuser, die zum Teil bis in die Zeit des Dreißigjährigen Krieges zurückdatiert werden können. Ein Beispiel hierfür ist der Stümpelhof, der bis in die 1980er Jahre ein Heimatmuseum beherbergte. Er ist nunmehr in Privatbesitz.
- Nordwestlich von Hotteln erinnern die Delmer Eichen an die Wüstung Delm. Hierbei handelt es sich um ein im Rahmen der Hildesheimer Stiftsfehde wüst gewordenes Dorf. Die Erben dieses Dorfes bilden noch heute die Realgemeinde Delm, wählen ihren Bürgermeister und berufen ihre Gemeindeversammlung ein. Die Bürgerschaft in diesem Dorf kann nur durch Erbfolge oder Einheirat erworben werden.

### Regelmäßige Veranstaltungen
- In den Tagen der Fastnacht wird von den Junggesellen des Dorfes eine alte Fastnachtstradition gepflegt. Beim Heische-Umzug am Samstag in der Woche vor Rosenmontag sind sie zu sehen, zwei Wurstträger in Schlachterjacken mit gemeinsam getragener Wurstgabel und zwei Kiepenfrauen zum Eiersammeln. Begleitet von vier Plumpsäcken, weißgekleidet, mit weißer Zipfelmütze und weißer Maske, laufen sie vor der Gruppe her und um sie herum und schlagen vor allem Kinder und Mädchen, aber auch die erwachsenen Zuschauer, mit einem gefüllten Strumpfbeitel. Während des Umzuges werden Eier, Wurst und Spirituosen gesammelt. Dazu gehört die Aufführung des Putzetanzes, der eine schaurige Geschichte erzählt, wonach einem durchreisenden Schirmflicker von einem Barbier beim Rasieren die Kehle durchgeschnitten wird. Vom Wunderdoktor Hasenfuß zu neuem Leben erweckt, wird der Barbier vom Dorfpolizisten verfolgt und letztendlich das Hohe Vergnügungsgericht den Barbier zu einer gerechten Strafe verurteilen.
- Die traditionelle Fastnacht mit Fastnachtsvergnügen am Sonnabend und Kindermaskerade am Sonntag.
- Die jährliche Aktion Saubere Landschaft in Hotteln zum Tag der Umwelt ist eine Müllsammelaktion fast schon mit Dorffestcharakter.
- Das traditionelle Osterfeuer findet in der Gemarkung In den Rotten statt.
- Das Aufstellen des Maibaums erfolgt durch die Freiwilligen Feuerwehr sowie der Ortsgemeinschaft.
- Durchgängig seit dem 1. Dezember 2004 finden die Hottelner Adventstreffen draußen vor dem geschmückten Adventsfenstern der jeweiligen Gastgeber an 23 Abenden zwischen 18:30 Uhr und 19:30 Uhr in Vorfreude auf den 24. Dezember statt.